# Fay Masterson
Fay Masterson (Eltham, 15 aprile 1974) è un'attrice e doppiatrice inglese.

## Biografia
Ha iniziato giovanissima a lavorare come ballerina prima di debuttare come attrice nel 1988, all'età di 14 anni. È anche una nota doppiatrice, soprattutto di videogiochi.

## Filmografia parziale

### Cinema
- La forza del singolo (The Power of One), regia di John G. Avildsen (1992)
- L'uomo senza volto (The Man Without a Face), regia di Mel Gibson (1993)
- Pronti a morire (The Quick and the Dead), regia di Sam Raimi (1995)
- Eyes Wide Shut, regia di Stanley Kubrick (1999)
- The Manor - La dimora del crimine (The Manor), regia di Ken Berris (1999)
- Soccer Girl - Un sogno in gioco (Her Best Move), regia di Norm Hunter (2007)
- A Christmas Carol, regia di Robert Zemeckis (2009) - voce
- La forza del perdono (Amish Grace), regia di Gregg Champion - film TV (2010)
- Po, regia di John Asher (2016)
- Errore fatale (The Maid), regia di Darin Scott (2016)
- Cinquanta sfumature di nero (Fifty Shades Darker), regia di James Foley (2017)
- Cinquanta sfumature di rosso (Fifty Shades Freed), regia di James Foley (2018)
- Vice - L'uomo nell'ombra (Vice), regia di Adam McKay (2018)
- Tyler Rake (Extraction), regia di Sam Hargrave (2020)

### Televisione
- Senza traccia (Without a Trace) - serie TV, episodio 2x11 (2004)
- The Last Ship - serie TV, 31 episodi (2014-2018)

## Doppiatrici italiane
Nelle versioni in italiano delle opere in cui ha recitato, Fay Masterson è stata doppiata da:
- Giuppy Izzo in L'uomo senza volto
- Ilaria Stagni in Eyes Wide Shut
- Maura Cenciarelli in The Manor - La dimora del crimine
- Michela Alborghetti in Carnivàle
- Daniela Calò in Ghost Whisperer - Presenze
- Barbara Castracane in Detective Monk
- Cristina Boraschi in The Mentalist
- Mirta Pepe in CSI: Miami
- Giulia Santilli in Cinquanta sfumature di rosso
- Francesca Fiorentini in Vice - L'uomo nell'ombra
- Tatiana Dessi in The Last Ship

Da doppiatrice è stata sostituita da:
- Alessandra De Luca in Mass Effect 3